# 中国共产党中央委员会办公厅警卫局
中国共产党中央委员会办公厅警卫局，加挂中央军事委员会联合参谋部警卫局牌子，序列号公安部九局（简称中共中央办公厅警卫局、中央警卫局），位于北京市西城区，隶属中央军事委员会联合参谋部，是中共中央办公厅下属的正军级单位（正军级通常授予少将军衔，但中央警卫局的局长因其职位特殊性，基本上会高配中将军衔，待遇則等於副省級），由中共中央办公厅直接領導，其主要职责是保卫中华人民共和国党和国家主要领导人和军队主要领导人的人身安全。

## 历史
1949年4月，中共中央办公厅警卫处在河北西柏坡成立。
1950年3月，中共中央办公厅警卫处扩建成立中共中央办公厅警卫局（公安部八局）。
1953年3月，中共中央办公厅中南海警卫局成立，该局负责中南海警卫工作，是从中共中央办公厅警卫局（公安部八局）剥离出来单独组建的，参照苏联克格勃第9总局（警衛局）的设置，列为公安部九局。
1964年4月，公安部八局和九局合并为新的九局，即中共中央办公厅警卫局（公安部九局）。
1969年10月，公安部九局和中央警卫团合并成立中共中央办公厅警卫处，列入部队建制，升格为军级。
1976年10月，中共中央辦公廳警衛處參與了抓捕四人幫行動，逮捕了江青等人。
1977年，中共中央办公厅警卫处改為中共中央办公厅警卫局。
为了方便联系工作以及历史编制原因，该局也列入中华人民共和国公安部序列，又称公安部九局，但公安部对其无任何指挥权和管理权。
2012年3月18日，中共中央书记处书记、中共中央办公厅主任令计划的独生子令谷在北京保福寺桥出车祸身亡，令计划出动了中共中央办公厅警卫局封锁了车祸现场。
2016年1月，在深化国防和军队改革中，其原上级单位中国人民解放军总参谋部撤销，该局转隶新成立的中央军事委员会联合参谋部，其别名亦由中国人民解放军总参谋部警卫局改为中央军委联合参谋部警卫局。

## 职能
保卫党和国家主要领导人和中国人民解放军主要领导人的人身安全，包括中共中央总书记、国家主席、全国人大常委会委员长、国务院总理、中共中央政治局常委、中共中央政治局委员等。平时只承担政治局常委、中南海等处的警卫工作。

## 机构设置
- 管理处[9]
- 警卫处[10]
- 卫生保健处[7]

……

## 历任领导
中共中央办公厅警卫处
| 处长 - 汪东兴（1949年4月—1950年3月） | 副处长 - 王敬先（1949年4月—1950年3月） |

中共中央办公厅警卫局（公安部八局）
| 局长 - 刘伟（1950年3月—1958年） - 岳欣（1958年—1964年4月） | 副局长 - 汪东兴（1950年3月—1953年） - 孟昭亮（1950年3月—1953年1月） - 岳欣（1950年3月—1958年） - 刘辉山 - 张廷祯 - 郝若瑜 - 王生荣 |

中共中央办公厅中南海警卫局（公安部九局）
| 局长 - 汪东兴（1953年3月—1958年6月） - 赖祖烈（1958年6月—1964年4月） | 副局长 - 张耀祠（1953年3月—1964年4月） - 罗道让 - 王敬先 |

中共中央办公厅警卫局（公安部九局）
| 局长 - 汪东兴（1964年4月—1969年10月） | 副局长 - 张耀祠 - 李树槐 - 田疇 - 毛维忠 - 杨德中 - 郝若瑜 - 王生荣 |

中共中央办公厅警卫处
| 处长 - 汪东兴（1969年10月—1977年） | 副处长 - 共16人（中央警卫团的副团长、副政委均兼副处长） |

中共中央办公厅警卫局（公安部九局）
| 局长 - 汪东兴少将（1977年—1978年12月） - 杨德中中将（1978年12月—1994年8月） - 由喜贵上将（1994年8月—2007年9月） - 曹清中将（2007年9月—2014年12月） - 王少军中将（2014年12月—2019年12月） | 副局长 - 张耀祠（1977年—1979年4月） - 古远兴（1977年—？） - 毛维忠（1977年—1979年11月） - 张宏（1977年—？） - 张随枝 （1977年—？） - 李钊（1977年—1979年11月） - 邬吉成（1977年—1979年11月） - 武健华（1977年—1979年4月） - 姚湘娥（1977年—？） - 毕景荣（1977年11月—1981年） - 狄福才（1977年—1979年11月） - 孙勇中将（1978年—1995年7月，1990年4月起任常务副局长） - 马尚志少将（1978年12月—1991年） - 王化宇（1979年—？） - 沈同（1979年—？） - 张文健少将（1979年—1990年） - 由喜贵少将（1985年7月—1994年8月） - 朱曙光少将（1985年—1988年） - 高振普少将（1990年—1998年） - 张宝忠中将（1992年—2000年） - 万经常少将（？—？） - 董守福少将（？—？） - 王苏民少将（？—？） - 贾振海少将（1994年8月—2006年，？年起任常务副局长） - 高京政少将（1994年—2003年） - 曹清少将（？—2007年9月，2006年5月起任常务副局长） - 马金虎少将（1999年—2007年） - 颜敏少将（2000年—2006年） - 赵留江少将（？—？） - 孙元功少将（？—？） - 姜广清少将（？—？） - 王洪庆少将（？—？） - 李洪福少将（2003年—？，2007年起任常务副局长） - 周冬生少将（2004年—？） - 叶贵新少将（2004年—？） - 李延国少将（2004年—？） - 廖朝纲少将（2006年—？） - 齐东然少将（？—？） - 李润田少将（？—2012年） - 朱继良少将（2007年—？） - 杜水源少将（2007年—？） - 申学魁少将（2007年—？） - 杨荣海少将（2007年—？） - 刘风鸣少将（？—？） - 许海成少将（2009年—？） - 龚光新少将（2010年2月—） - 翟入常少将（2010年—） - 李宪法少将（2010年—2015年） - 王少军少将（2010年—2015年） - 王庆少将（2012年—2014年） - 曹学芳少将（2013年—） - 奚国荣少将（？—） - 邹石龙少将（2014年—） - 衣庆然少将（？—） - 赵鹏少将（2016年—） - 牟信之 - 陈登铝少将（2019年7月—）兼中央警卫团政委，长期在对台前线第31集团军服役，曾任驻漳州的91师政委 |